# Zillisheim
Zillisheim là một xã trong tỉnh Haut-Rhin, vùng Grand Est ở đông bắc Pháp. Xã này có diện tích 8,22 km², dân số năm 1999 là 2612 người. Khu vực này có độ cao 252 mét trên mực nước biển.